# Allan Moyle
Allan Moyle, född 1947 i Shawinigan Falls i Québec, är en kanadensisk filmregissör. Han är mest känd för att ha regisserat filmerna Pump Up the Volume (1990) och Empire Records (1995). 

## Filmografi
- Montreal Main (1974, skådespelare / författare)
- East End Hustle (1976, skådespelare / författare)
- Outrageous! (1977, skådespelare)
- Rubber Gun (1977) (regissör / manusförfattare med Stephen Lack)
- Rabid (1977, skådespelare)
- Times Square (1980) (regissör / manusförfattare med Leann Unger)
- Pump Up the Volume (1990) (regissör / manusförfattare)
- Red Blooded American Girl (1990) (manusförfattare)
- Gun i Betty Lou's Handbag (1992) (regissör)
- Love Crimes (med Laurie Frank) (1992)
- The Thing Called Love (1993)
- Empire Records (1995) (regissör)
- Exhibit A: Secrets of Forensic Science (1997) (TV)
- New Waterford Girl (1999) (regissör)
- Jailbait (2000) (TV) (regissör)
- XChange (2000) (regissör)
- Say Nothing (2001) (regissör)
- Man in the Mirror: The Michael Jackson Story (2004) (TV) (regissör)
- Weirdsville (2007) (regissör)